# Eranthemum wardii
Eranthemum wardii är en akantusväxtart som först beskrevs av W. W. Smith, och fick sitt nu gällande namn av Balakr.. Eranthemum wardii ingår i släktet Eranthemum och familjen akantusväxter. Inga underarter finns listade i Catalogue of Life.